# Amblyseius guntheri
Amblyseius guntheri är en spindeldjursart som beskrevs av D. McMurtry och Schicha 1987. Amblyseius guntheri ingår i släktet Amblyseius och familjen Phytoseiidae. Inga underarter finns listade i Catalogue of Life.